# Изумрудный Берег
О лайнере см. Costa Smeralda (корабль). Изумрудным берегом называют также побережье Ла-Манша в районе Сен-Мало и Мексиканского залива в окрестностях Пенсаколы (США) и Теколутлы (Мексика).

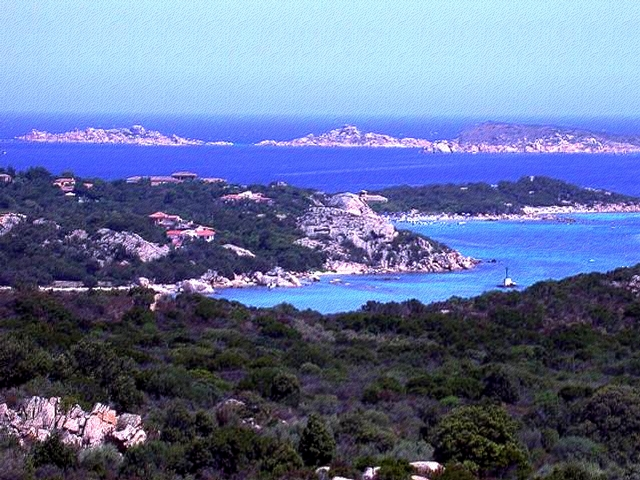
Сардинское побережье близ Каприччоли

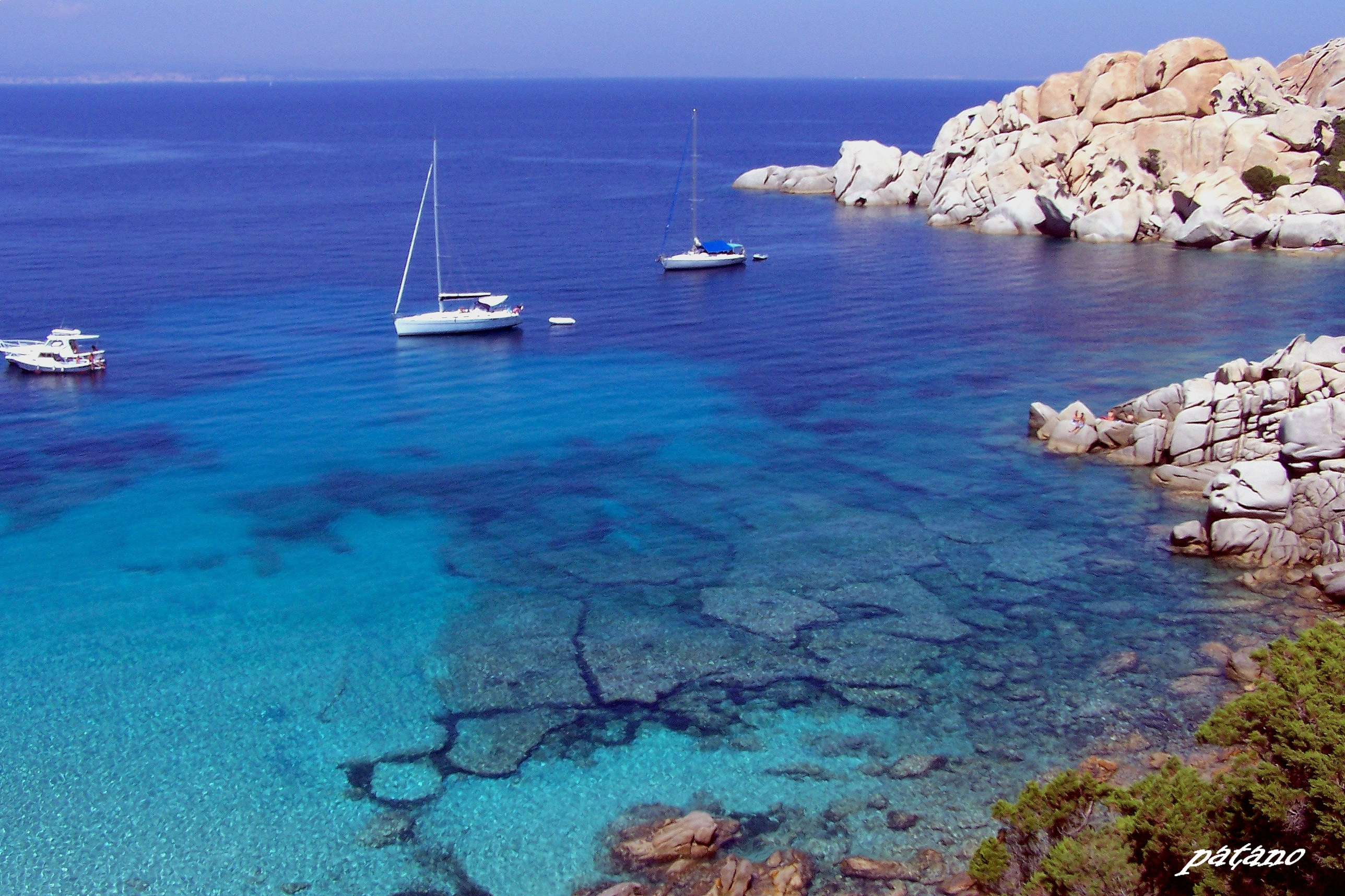
Море у мыса Теста

Изумрудное побережье (итал. Costa Smeralda) — 55-километровая полоса северного побережья Сардинии (историко-культурный регион Галлура), излюбленное место отдыха богатейших людей мира. Наиболее крупный центр побережья — Порто-Черво. Обслуживанием туристической инфраструктуры заняты жители расположенной в стороне от побережья коммуны Арцакена.
Привлечённый уединённостью и красотой пляжей мелкозернистого белого песка, Ага-хан IV в 1961 г. решил реализовать проект обустройства Северной Сардинии в качестве «резервации для миллионеров». По индивидуальным проектам модных архитекторов здесь были выстроены посёлки с эксклюзивными гольф-клубами, причалами для фешенебельных яхт, частными аэродромами и площадками для вертолётов. Каждый сентябрь проводится регата на кубок Сардинии. В разгар туристического сезона стоимость номера в отеле достигает $3000 за ночь.

## Недвижимость
Алишер Усманов (богатейший россиянин по состоянию на 2012 г.) выкупил виллу на Изумрудном побережье у семейства Мерлони, владеющего компанией Indesit. В честь этого события был устроен приём в стиле венецианского карнавала. До этого местный рекорд расточительности принадлежал Рустаму Тарико, который приобрёл виллу Минерво у жены Сильвио Берлускони. В скупке недвижимости на Изумрудном берегу был также замечен эмир Катара.

### Вилла Чертоза
Вилла Берлускони площадью свыше 4 тысяч м² с парком кактусов и искусственным вулканом привлекла внимание прессы в 2004 году, когда стало известно, что для доступа к ней с причала в толще скалы был прорублен грот, и позднее в связи со слухами о проведении на вилле непристойных вечеринок в стиле «бунга-бунга». На этой вилле проходили встречи итальянского премьер-министра с Владимиром Путиным и другими мировыми лидерами.
В 2012 г. прошла информация о том, что Берлускони договорился продать поместье за рекордную сумму в 470 млн евро. Позднее эти сведения были опровергнуты.